# Ferdinand Rochel
Ferdinand Rochel (ur. 9 stycznia 1830 w Braniewie, zm. 30 sierpnia 1893 w Wejherowie) – filolog klasyczny, nauczyciel w gimnazjach w Reszlu, Braniewie, Chełmnie i Wejherowie, autor rozpraw filozoficznych.

## Życiorys

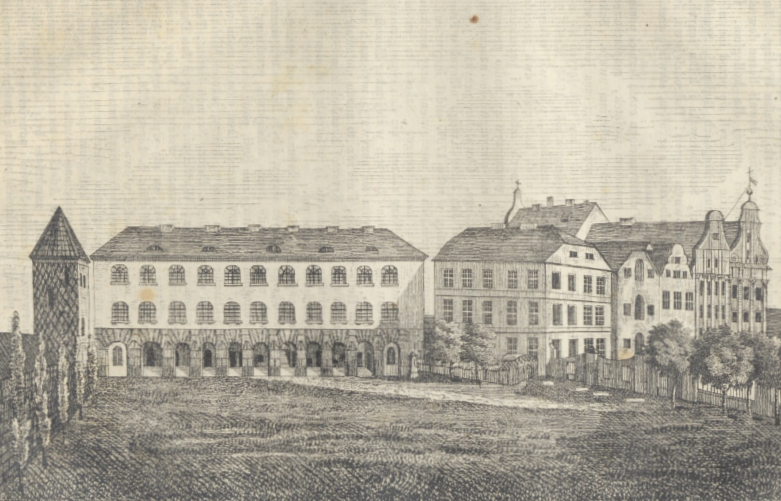
Dziedziniec uczelni w Braniewie, w czasach pracy Rochela

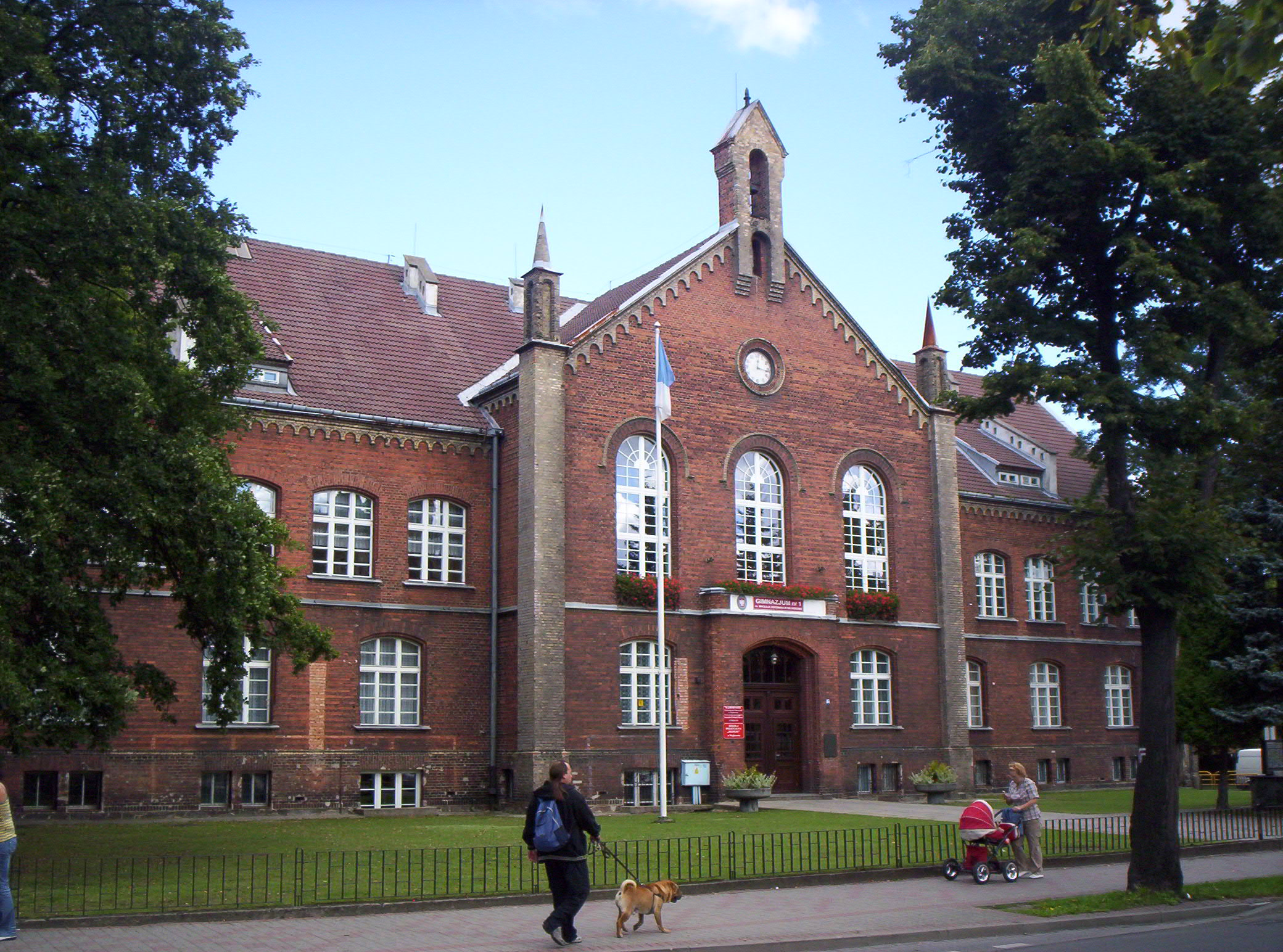
Gimnazjum w Wejherowie (współcześnie)

Urodził się 9 stycznia 1830 roku w starokatolickiej rodzinie w Braniewie. Uczęszczał do miejscowego gimnazjum, które ukończył w 1850 roku. Bezpośrednio po maturze rozpoczął od Wielkanocy 1850 studia teologiczno-filozoficzne w położonym obok gimnazjum Liceum Hosianum. Po roku podjął studia filologii klasycznej na Uniwersytecie w Królewcu. Po zdaniu egzaminów państwowych pracował od września 1855 do sierpnia 1856 jako nauczyciel w progimnazjum w Reszlu. 6 grudnia 1856 zdał egzamin państwowy pro facultate docendi. Po zdaniu kolejnego egzaminu w 1859 roku został zatrudniony jako nauczyciel pomocniczy w gimnazjum w Braniewie.
Następnie 15 kwietnia 1860 przeniósł się na takie samo stanowisko do gimnazjum w Chełmnie, zamieniając się z dr. Bornowskim, który z Chełmna przeszedł do braniewskiego gimnazjum. Od listopada 1862 został zatrudniony jako nauczyciel etatowy. Pracował tam do Wielkanocy 1868, po czym został skierowany do dalszej pracy w gimnazjum w Wejherowie. W maju 1874 otrzymał awans na stanowisko Oberlehrer (starszego nauczyciela), a w maju 1887 został mianowany profesorem. Na Wielkanoc 1891, po 23 latach pracy w wejherowskim gimnazjum, przeszedł w stan spoczynku, cierpiąc na znaczny niedosłuch. Z okazji przejścia na emeryturę 12 marca tego roku został odznaczony Orderem Orła Czerwonego IV Klasy.
Zmarł po dłuższej chorobie 30 sierpnia 1893 roku. Pochowany został, odprowadzony w ostatnią drogę przez liczne grono uczniów i nauczycieli. Niecałe dwa miesiące po nim, 20 października, zmarł także dyrektor gimnazjum, prof. Johannes Seemann, który był jego teściem.
Ferdinand Rochel pozostawił po sobie w druku pisane po łacinie rozprawy filozoficzne o Arystofanesie, czołowym dramaturgu starożytnych Aten.

## Publikacje
- Philologische Abhandlung über den Dichter Aristophanes, Neustadt Westpr. 1870
- Aristophanes poeta quibus causis commotus oracula eorumque interpretes irriserit w: Bericht über das Königliche Katholische Gymnasium zu Neustadt in Westpreußen : durch welchen zur öffentlichen Prüfung der Schüler ... ergebenst einladet, Neustadt Westpr. 1870
- Philologische Abhandlung über den Dichter Aristophanes, Neustadt Westpr. 1870